# El Pla (Gurb)
El Pla és una masia de Gurb (Osona) inclosa a l'Inventari del Patrimoni Arquitectònic de Catalunya.

## Descripció
La masia està formada per un cos a la manera clàssica (planta quadrada, coberta a doble vessant, poques obertures i porta principal amb arc de mig punt) al qual se li ha annexionat una altra estructura rectangular de coberta a doble vessant que llença les aigües a les façanes principals, composta per dues habitacions d'ús domèstic i agrícola. L'habitació més propera a la casa està formada per dos pisos, en un dels quals (el superior) s'hi obren unes balconades amb barrots de fusta que connecten amb el primer pis de la casa.

## Història
Contrasta la utilització de diferents sistemes de construcció pel que és la masia pròpiament, en el que els materials són més compactes i sòlida, amb les dependències annexes, on l'aparell és de pedra seca amb molt poc morter. Les dates de construcció de la masia estan gravades a les llindes de les finestres de la masia, i corresponen al segle xviii, època de construcció de la majoria de les masies de Gurb.